# Bugeac, Găgăuzia
Bugeac (în găgăuză Bucak, în rusă Буджак) este un sat situat în partea de sud a Republicii Moldova, în Unitatea Teritorială Administrativă Găgăuzia.

## Demografie

### Structura etnică
Structura etnică a localității, conform recensământului populației din 2004:
| Grup etnic                                               | Populație | % Procentaj |
| -------------------------------------------------------- | --------- | ----------- |
| Găgăuzi                                                  | 942       | 61,77%      |
| Băștinași declarați Moldoveni Băștinași declarați Români | 305 4     | 20% 0,26%   |
| Ruși                                                     | 115       | 7,54%       |
| Ucraineni                                                | 85        | 5,57%       |
| Bulgari                                                  | 56        | 3,67%       |
| Alții                                                    | 18        | 1,18%       |
| Total                                                    | 1.525     | 100%        |

## Administrație și politică
Componența Consiliului local Bugeac (9 consilieri), ales la 5 noiembrie 2023, este următoarea:
|  | Partid                                       | Consilieri | Componență | Componență | Componență | Componență | Componență |
|  | -------------------------------------------- | ---------- | ---------- | ---------- | ---------- | ---------- | ---------- |
|  | Partidul „Renaștere”                         | 5          |            |            |            |            |            |
|  | Partidul Socialiștilor din Republica Moldova | 3          |            |            |            |            |            |
|  | Partidul Comuniștilor din Republica Moldova  | 1          |            |            |            |            |            |